# Cala Burantino
Cala Burantino, of Burantì in het Algherees, is een baai aan de noordwestkust van Sardinië. Ze ligt 3,8 zeemijl, of ongeveer 7 km over land, ten zuiden van de historische stad Alghero. Het omliggende achterland is bijna volledig onbewoond en biedt een thuis aan een mediterrane flora en fauna, met verschillende soorten wilde planten en dieren.

## Stranden en baaien
Cala Burantino beschikt over twee stranden en twee kleine inhammen, in het Italiaans 'caletta' genoemd: Caletta Carla en Caletta Arcamyrturs. De zeebodem is zanderig.

### Burantino-strand
Het Burantino-strand bestaat uit middelgrof korrelig kalkzand en wordt omrand door een wand van zandsteen en vulkanisch gesteente. De zeebodem is zanderig en ondiep, en loopt geleidelijk af naar diepere wateren. Vanwege de geografische ligging kunnen bezoekers soms de zon zien ondergaan in de zee, waarbij af en toe het zeldzame fenomeen van de groene flits te zien is.

### Villa Wanda-strand

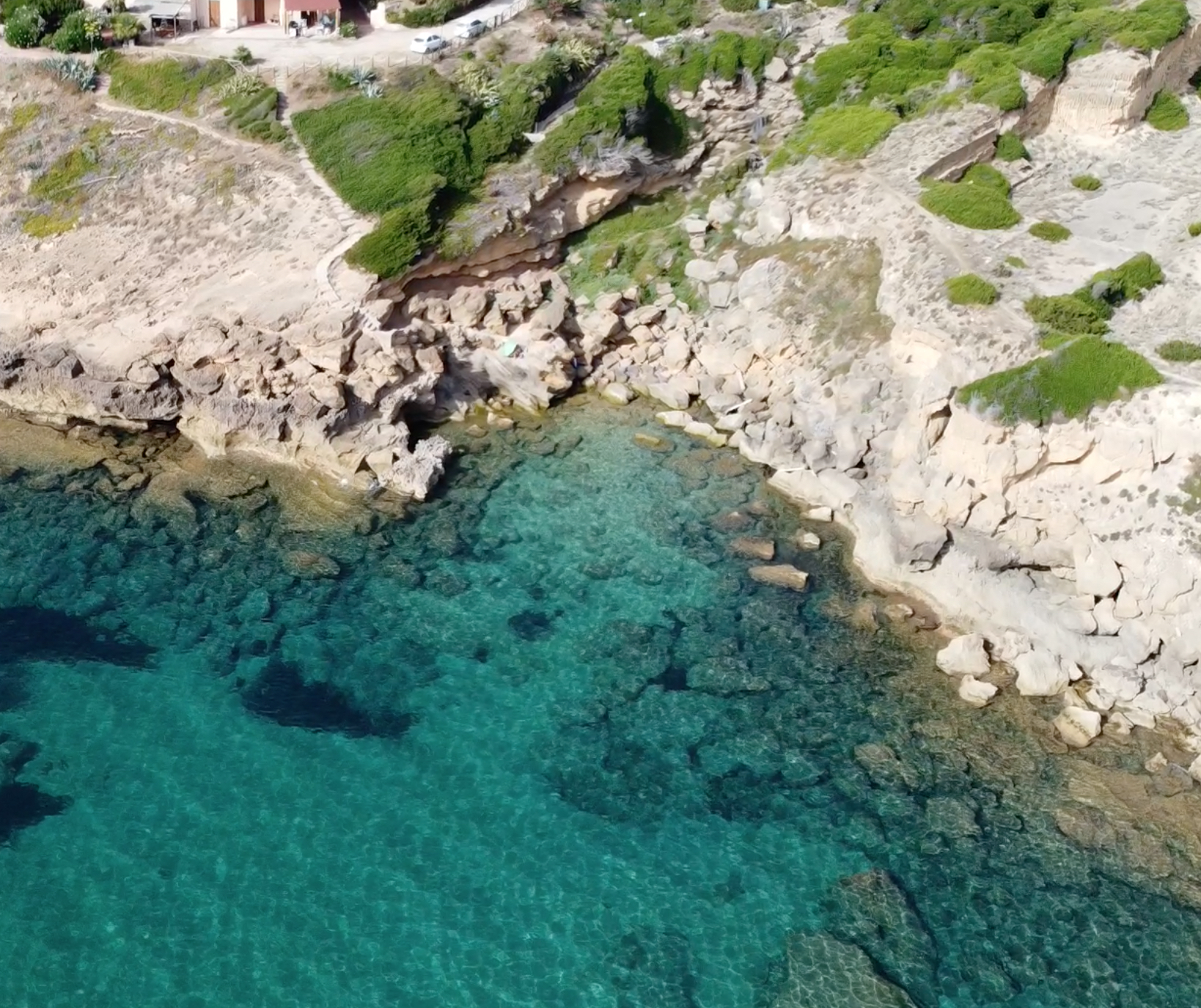
Foto genomen in 2023 toont het zonder strand

De kleine inham van Villa Wanda-strand wordt omringd door hoge zandsteenkliffen. De zeebodem bij de kust is ondiep, maar wordt snel dieper.
Blootgesteld aan stormen vanuit het noordwesten, is dit de plaats daar waar de Riu Nolli-rivier de zee bereikt. Deze twee factoren zorgen ervoor dat de aanwezigheid van het strand over de tijd fluctueert. Door luchtfoto's van 1940 tot nu te bestuderen, wordt duidelijk dat het strand in deze kleine inham slechts in bepaalde jaren tevoorschijn komt.
In tegenstelling tot andere inhammen in Cala Burantinu, bestaat deze uitsluitend uit zandsteen, wat het volledig omsluit, waardoor het mediterrane struikgewas bijna tot aan de waterkant kan groeien.

## Steengroeve Bolantì
De geschiedenis van Cala Burantino is nauw verweven met de stad Alghero. De inmiddels niet meer actieve steengroeve Bolantì, gelegen tussen Villa Wanda-strand en Burantino-strand, is beroemd vanwege de productie van zandsteenblokken, die ook bekend staan onder hun Catalaanse naam "massacà" (wat "uitgehouwen" betekent). Door de jaren heen werden deze blokken gebruikt voor de bouw van de stadsmuren en een groot deel van het historische centrum.
De kustweg die loopt van Alghero naar Bosa wordt in de volksmond de "massacàweg" genoemd. De steengroeve Bolantì staat als een getuigenis van de winning en het gebruik van zandsteen in de lokale architectuur. 
Zelfs vandaag de dag zijn de 'extractielijnen' waar elke blok werd uitgehouwen nog zichtbaar.